# Daniel Hémery
Daniel Hémery est un historien français, spécialiste de la péninsule indochinoise, maître de conférences à l'Université Paris VII - Diderot.
Auteur notamment d'une biographie d'Hô Chi Minh et d'autres ouvrages historiques sur le Viêt Nam, l'Indochine et la colonisation française en général.

## Publications
- Révolutionnaires vietnamiens et pouvoir colonial en Indochine. Communistes, trotskystes, nationalistes à Saigon de 1932 à 1937, François Maspero, « Bibliothèque socialiste », Paris, 1975.
- Guide de recherches sur le Vietnam. Bibliographies, Archives et Bibliothèques de France, L'Harmattan, "Racines du présent", Paris, 1983 (ouvrage collectif).
- Les servitudes de la puissance. Une histoire de l'énergie, Flammarion, Paris, 1986 (ouvrage collectif).
- Hô Chi Minh. De l'Indochine au Vietnam, Gallimard, coll. « Découvertes Gallimard / Histoire » (no 97).
- avec Pierre Brocheux, Indochine : la colonisation ambiguë 1858-1954, La Découverte, 2004, 447 p. (ISBN 978-2-7071-3412-7).